# Franciszek Tekliński
Franciszek Albin Tekliński (ur. 1 marca 1926 w Damiętach, zm. 14 kwietnia 1993) – polski polityk, podsekretarz stanu w ministerstwie rolnictwa od 1977 do 1980, wojewoda warszawski, poseł na Sejm PRL VII i VIII kadencji.

## Życiorys
Syn Teofila i Zofii. 15 stycznia 1947 wstąpił do Polskiej Partii Robotniczej. Po jej fuzji z PPS w 1948 znalazł się w szeregach Polskiej Zjednoczonej Partii Robotniczej. Od 15 maja 1949 do 25 września 1949 pełnił funkcję sekretarza Komitetu Gminnego PZPR w Sońsku. Od 25 września 1949 do 15 lutego 1950 był słuchaczem Szkoły Partyjnej w Konstancinie, od 25 września 1950 do 13 lipca 1951 Centralnej Szkoły Partyjnej w Łodzi, a w latach 1951–1956 Wyższej Szkoły Nauk Społecznych przy KC PZPR. Uzyskał tytuł zawodowy magistra ekonomii. W okresie od grudnia 1973 do maja 1975 był przewodniczącym Prezydium Wojewódzkiej Rady Narodowej (w województwie warszawskim). W 1974 został także wojewodą warszawskim.
Przez wiele lat pełnił różne funkcje w Warszawskim Komitecie Wojewódzkim PZPR (instruktora, kierownika wydziału i zastępcy kierownika wydziałów). W latach 70. był jego sekretarzem. W 1953 był także sekretarzem ds. propagandy w Komitecie Powiatowym PZPR w Grójcu. Od 11 grudnia 1971 do 12 grudnia 1975 był zastępcą członka, a następnie do 20 lipca 1981 członkiem Komitetu Centralnego PZPR. Od 5 czerwca 1975 do 10 sierpnia 1977 zajmował także stanowisko I sekretarza Komitetu Wojewódzkiego partii w Płocku, równocześnie kierował tamtejszą Wojewódzką Radą Narodową. W grudniu 1975 był delegatem na VII Zjazd PZPR.
Przez wiele lat pełnił różne funkcje w Warszawskim Komitecie Wojewódzkim PZPR (instruktora, kierownika wydziału i zastępcy kierownika wydziałów). W latach 70. był jego sekretarzem. W 1953 był także sekretarzem ds. propagandy w Komitecie Powiatowym PZPR w Grójcu. Od 11 grudnia 1971 do 12 grudnia 1975 był zastępcą członka, a następnie do 20 lipca 1981 członkiem Komitetu Centralnego PZPR. Od 5 czerwca 1975 do 10 sierpnia 1977 zajmował także stanowisko I sekretarza Komitetu Wojewódzkiego partii w Płocku, równocześnie kierował tamtejszą Wojewódzką Radą Narodową. W grudniu 1975 był delegatem na VII Zjazd PZPR.
W 1976 uzyskał mandat posła na Sejm PRL VII kadencji w okręgu Płock. Zasiadał w Komisji Prac Ustawodawczych. W 1980 uzyskał reelekcję w okręgu Szamotuły. Zasiadał w Komisji Prac Ustawodawczych, Komisji Rolnictwa i Przemysłu Spożywczego, Komisji Nadzwyczajnej do rozpatrzenia projektu ustawy o Spółdzielniach i ich Związkach oraz w Komisji Rolnictwa, Gospodarki Żywnościowej i Leśnictwa.
Od sierpnia 1977 do maja 1980 był podsekretarzem stanu w Ministerstwie Rolnictwa, a od 22 sierpnia 1977 do 15 kwietnia 1986 prezesem Zarządu Centralnego Związku Rolniczych Spółdzielni Produkcyjnych.
W 1978 otrzymał tytuł honorowego obywatela Płocka. W 1982 wszedł w skład Społecznego Komitetu Budowy Pomnika Wincentego Witosa w Warszawie, który został odsłonięty w 1985.
Pochowany na cmentarzu wojskowym na Powązkach (kwatera AII-8-26).

## Odznaczenia
- Order Sztandaru Pracy II klasy
- Krzyż Kawalerski Orderu Odrodzenia Polski[5]
- Złota Odznaka honorowa „Za Zasługi dla Warszawy” (1970)[6]